# Tony Hawk's Pro Skater 5
Tony Hawk's Pro Skater 5 é um jogo da série Tony Hawk's, desenvolvido pela Robomodo e Disruptive Games e distribuído pela Activision. Primeiramente lançado em 29 de setembro de 2015 para PlayStation 4 e Xbox One. Mais tarde, em 15 de Dezembro de 2015, convertido para PlayStation 3 e Xbox 360 pela Fun Labs, após adiarem o lançamento para aprimorarem em relação ás versões anteriores.
É o primeiro da série principal desde 2007 com o Tony Hawk's Proving Ground. Ao contrário das versões anteriores, esse título não foi lançado para nenhum console de jogos da Nintendo ou para o Microsoft Windows.

## Recepção
Por se tratar de uma continuação direta ao Tony Hawk's Pro Skater 4, um dos jogos mais bem sucedidos da série, e ter tido boas campanhas de marketing, THPS5 chamou a atenção por deixar a entender que voltaria as raízes da série que originalmente tinha como desenvolvedora principal a Neversoft. Em seu lançamento, apresentou falhas técnicas e um design que não remetia de fato aos antigos títulos da série, assim sendo uma grande decepção para fãs e mídia especializada.
O título vendeu tão mal, que a Robomodo teve que usar seus últimos recursos para consertar alguns problemas técnicos do jogo antes de declamar falência[carece de fontes?].

## Ligações Externas
- Tony Hawk's Pro Skater 5. no IMDb.
- Tony Hawk's Pro Skater 5 no MobyGames